# Counterfeit e.p.
Albums de Martin L. Gore
Counterfeit²
(2003)
Counterfeit e.p. est le premier album solo réalisé par Martin L. Gore, le compositeur du groupe anglais Depeche Mode.

## Description
Produit en 1989, Counterfeit contient six reprises, d'où le nom de l'album (« contrefaçon » en anglais), et ne contenant donc aucun titre écrit par Martin Gore lui-même. Counterfeit a été enregistré après l'album Music for the Masses et la tournée qui s'est ensuivie, tandis qu'Alan Wilder travaillait à la même époque sur son album solo Hydrology sous le pseudonyme de Recoil.
Même si les lettres e.p. (extended play) apparaissent dans le titre, Mute Records fait apparaitre cet album dans son catalogue sous la référence (STUMM67). En France et en Allemagne, un single promo, In a Manner of Speaking, est sorti.

## Liste des titres
1. Compulsion – 5:26 (Joe Crow)
2. In a Manner of Speaking – 4:19 (Winston Tong)
3. Smile in the Crowd – 5:02 (Vini Reilly)
4. Gone – 3:28 (Fellows/Glaisher/Peake/Bacon)
5. Never Turn Your Back on Mother Earth – 3:02 (Ron Mael)
6. Motherless Child – 2:48 (Traditionnel)